# Marcinelle (miniserie televisiva)
Marcinelle è una miniserie televisiva italiana del 2003.

## Produzione
È coprodotta da Rai Fiction e Rizzoli Audiovisivi.
La miniserie è composta da 2 puntate e narra, in modo totalmente fantasioso, il disastro di Marcinelle. Andò in onda in prima visione su Rai 1 il 23 e il 24 novembre 2003.
La regia è di Andrea e Antonio Frazzi; l'autore delle musiche è Luis Bacalov; gli attori protagonisti sono Claudio Amendola nel ruolo di Antonino, Maria Grazia Cucinotta nel ruolo di Santina, Gioele Dix nel ruolo di Rodolfo Cammara.